# Hong Kexin
Hong Kexin (n. 6 ianuarie 2003) este o luptătoare ce a reprezentat Republica Populară Chineză, medaliată olimpică. A participat la o ediție a Jocurilor Olimpice (2024) în care a câștigat o medalie de bronz.

## Participări
Lista de mai jos prezintă principalele competiții la care a participat Hong Kexin de-a lungul carierei.
- Lupte la Jocurile Olimpice de vară din 2024 - Libere feminin 57 kg